# Горки (Глебовское сельское поселение)
В Ярославской области ещё 16 деревень имеют такое название, из них две в том же Рыбинском районе, но в Волжском сельском поселении.
Горки — деревня в Глебовской сельской администрации Глебовского сельского поселения Рыбинского района Ярославской области .
Деревня  находится к югу от автомобильной дороги Рыбинск—Глебово, примерно в 400 м к востоку от расположенной на этой дороге деревни Карелино. К востоку от Горок, за небольшой рощей лежит деревня Ефремцево .
Деревня Горки указана на плане Генерального межевания Рыбинского уезда 1792 года.
На 1 января 2007 года в деревне числилось 5 постоянных жителей . Деревню обслуживает почтовое отделение в Тихменево, по почтовым данным в деревне 12 домов, названий улиц нет .